# Ролф Дитер Бринкман
Ролф Дитер Бринкман (на немски: Rolf Dieter Brinkmann) е германски писател, поет и преводач.

## Биография и творчество
Ролф Дитер Бринкман израства в семейството на банков служител във Фехта, Долна Саксония. Майката умира от рак през 1957 г.
Ролф постъпва в гимназия, но през 1958 г. я напуска, без да завърши. В Есен се обучава за книжар. През 1964 г. се жени в Кьолн и от брака си има син.
Ролф Дитер Бринкман първоначално следва педагогика, но после решава да заживее като писател на свободна практика. След 1965 г. често пътува за кратко в Лондон, което подбужда интереса му към съвременната англо-американска поезия и попмузика. След 1972 г. Бринкман гостува за една година в Немската академия в Рим „Вила Масимо“, а през 1974 г. е гост-доцент в Остин, Тексас.
Ранната проза на Бринкман е ориентирана към естетиката на френския „нов роман“ (nouveau roman). Бринкман въвежда в Германия американската ъндърграунд-поезия и сам става водещият представител на това литературно направления от 60-години.
Заниманията с американския авангард (Франк О'Хара, Уилям Карлос Уилямс) от средата на 60-те години оказват силно влияние на Ролф Дитер Бринкман.
Към Движението от 1968 г. и неговите литературно-художествени изразни средства Бринкман се отнася критично, макар самият да смята, че „във всичките си текстове дълбоко изразява идеите на студентското движение“
Постоянно изявяващ се като провокационен бунтар, след 1970 г. Бринкман се оттегля от немската литературна сцена и се посвещава изключително на писането и създаването на колажи в т.нар. „томове с материали“. През последните му години възниква и неговият поетичен opus magnum „В посока Запад 1 & 2“ (Westwärts 1 & 2), който през 1975 г. посмъртно му донася престижната международна награда Петрарка.
Ролф Дитер Бринкман загива на 23 април 1975 г. в Лондон, прегазен от автомобил.

## Награди и отличия
- 1964: „Поощрителна награда на провинция Северен Рейн-Вестфалия за литература“